# Kuhhelle
Die Kuhhelle ist ein 602,6 m ü. NHN hoher Berg im Rothaargebirge.

## Geographie

### Lage
Die Kuhhelle liegt östlich von Meggen, einem Ortsteil von Lennestadt, nordöstlich von Altenhundem sowie nördlich von Kickenbach. Diese Orte liegen an der Lenne, welche südlich und westlich die Kuhhelle umrahmt. Im Norden befindet sich der Ort Halberbracht.
Der Berg gehört zum Gebirgszug der Saalhauser Berge.
Auf der vorgelagerten Bergkuppe Kahle ist die Wallburg Kahle gelegen.

### Naturräumliche Einordnung
Die Kuhhelle gehört in der naturräumlichen Haupteinheitengruppe Süderbergland (33) in der Haupteinheit Südsauerländer Bergland (3362) und in der Untereinheit Südsauerländer Rothaarvorhöhen (33625) zum Naturraum Oberlennebergland (336252).

## Sendemast

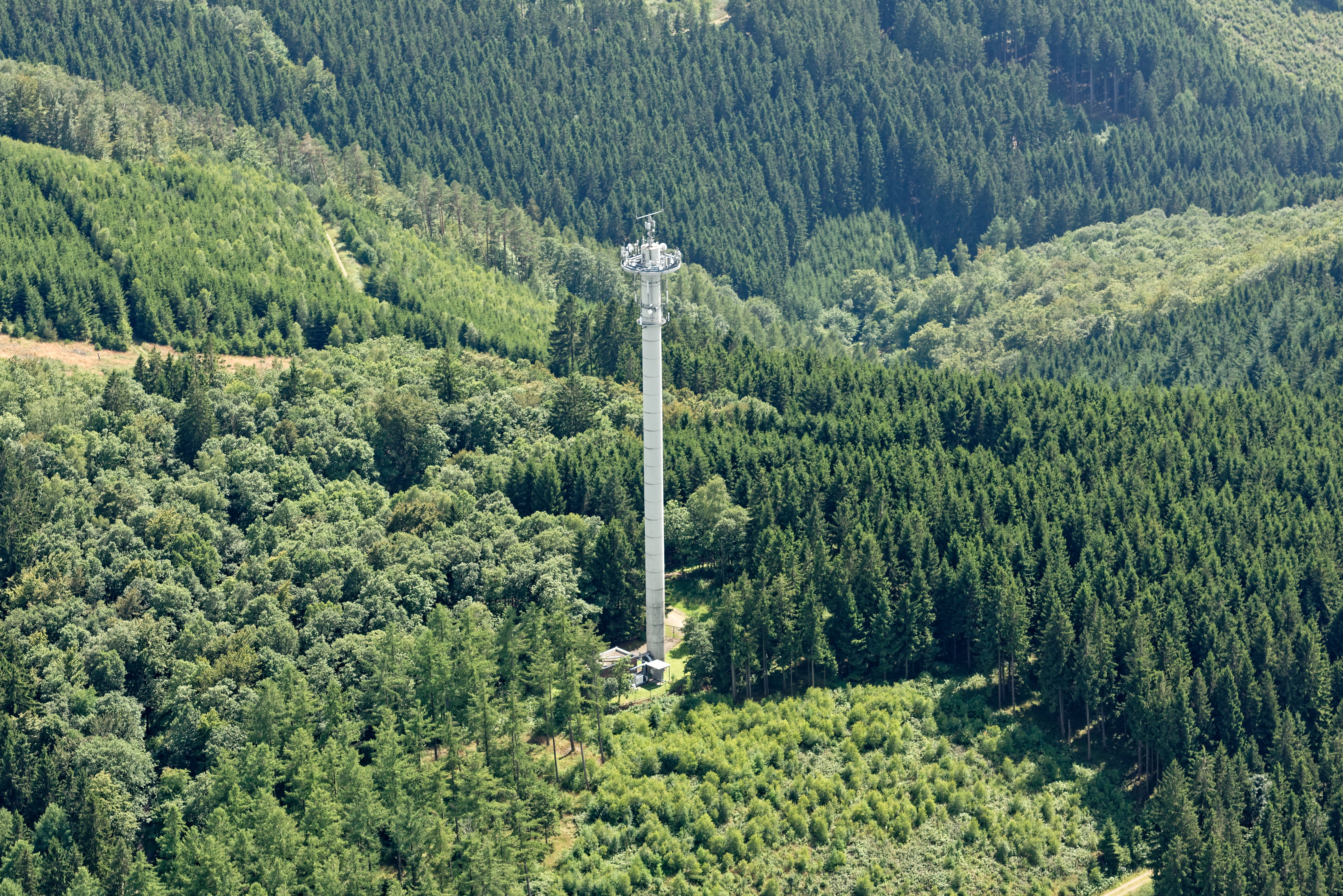
Sendemast Kuhhelle

Markant ist der Sendemast auf dem Gipfel, der Digitalradio basierend auf dem Standard DAB ausstrahlt. DAB beziehungsweise der Nachfolgestandard DAB+ wird in vertikaler Polarisation und im Gleichwellenbetrieb mit anderen Sendern ausgestrahlt. Der Sendemast auf der Kuhhelle sendet mit 1 kW Leistung.
| Block                        | Programme (Datendienste) | ERP (kW) | Antennen- diagramm rund (ND), gerichtet (D) | Polarisation horizontal (H)/ vertikal (V) | Gleichwellennetz (SFN) |
| ---------------------------- | --- | -------- | ------------------------------------------- | ----------------------------------------- | --- |
| 11D Radio für NRW (D__00236) | - 1 Live (88 kbps) - 1 Live diggi (88 kbps) - WDR 2 Rhein-Ruhr (RR) (88 kbps) - WDR 2 Ostwestfalen-Lippe (OW) (88 kbps) - WDR 2 Südwestfalen (SW) (88 kbps) - WDR 3 (120 kbps) - WDR 4 Rhein-Ruhr (RR) (88 kbps) - WDR 4 Ostwestfalen-Lippe (OW) (88 kbps) - WDR 4 Südwestfalen (SW) (88 kbps) - WDR 5 (88 kbps) - WDRcosmo (80 kbps) - WDR Maus (80 kbps) - WDR Event (56 kbps) - WDR EPG (8 kbps) - ARD TPEG (16 kbps) | 10       | D                                           | V                                         | - Region Aachen: Aachen (Stolberg-Donnerberg), Eifel (Dahlem-Bärbelkreuz) - Bergisches Land: Engelskirchen (Hohe Warte), Gummersbach (Kerberg), Remscheid (Hohenhagen), Wuppertal (Auf der Königshöhe) - Rheinland: Bonn (Venusberg), Köln (Kölnturm) - Rhein-Ruhr: Düsseldorf (Rheinturm), Gelsenkirchen-Scholven, Kleve (Bresserberg), Langenberg (Hordtberg), Viersen (Süchtelner Höhen) - Ruhrgebiet: Dortmund (Florianturm) - Münsterland: Ibbenbüren (Blomenkamp), Münster (Nottuln-Baumberge), Oelde (Mackenberg), Schöppingen - Ostwestfalen-Lippe: Bad Oeynhausen (P.Westf.-Wittekindsberg), Bielefeld (Hünenburg), Herford (Eggeberg), Höxter (Holzminden), Stemwede (Arrenkamp), Teutoburger Wald (Bielstein), Warburg, Willebadessen (Eggegebirge) - Südwestfalen: Arnsberg (Schlossberg), Biedenkopf (Sackpfeife), Ederkopf (Oberste Henn), Hallenberg (Bollerberg), Hochsauerland (Hunau), Lennestadt (Kuhhelle), Meschede, Nordhelle, Olsberg, Siegen (Giersberg) |

## Wanderwege
Rund um die Kuhhelle befinden sich zahlreiche Wanderwege, u. a. der Friedrich-Wilhelm-Grimme-Weg. Südlich des Gipfels liegt die Meggener Hütte des Sauerländischen Gebirgsvereins.